# Minuskuł 31
Minuskuł 31 (wedle numeracji Gregory—Aland), ε 375 (von Soden) – rękopis Nowego Testamentu pisany minuskułą na pergaminie w języku greckim z XIII wieku. Przechowywany jest w Paryżu. Dawniej był znany jako Colbertinus 6063.

## Opis rękopisu
Kodeks zawiera tekst czterech Ewangelii, na 188 pergaminowych kartach (18 cm na 14,1 cm).
Tekst rękopisu pisany jest jedną kolumną na stronę, w 25 linijek na stronę.
Tekst Ewangelii dzielony jest według κεφαλαια (rozdziały) oraz według Sekcji Ammoniusza, których numery umieszczono na marginesie. Sekcje Ammoniusza zostały opatrzone odniesieniami do Kanonów Euzebiusza. Tekst ewangelii zawiera τιτλοι (tytuły) do rozdziałów.

## Tekst
Grecki tekst Ewangelii reprezentuje bizantyńską tradycję tekstualną. Aland nie zaklasyfikował go do żadnej kategorii.

## Historia
Paleograficznie rękopis datowany jest przez INTF na wiek XIII.
Johann Jakob Wettstein wciągnął go na listę rękopisów Nowego Testamentu.
Rękopis badał John Mill (Colbertinus 4 po Mateuszu), Scholz oraz Paulin Martin.
Obecnie przechowywany jest we Francuskiej Bibliotece Narodowej (Gr. 94) w Paryżu.
Nie jest cytowany w krytycznych wydaniach Novum Testamentum Graece Nestle-Alanda (NA26, NA27).